# Port de Tanjung Pelepas
Le port de Tanjung Pelepas est un port maritime malais, situé à l'embouchure de la rivière Pulai. Avec un trafic de 7,3 millions d'EVP en 2011, c'est le 17e port du monde pour les conteneurs.